# Călugăreni (Prahova)
Călugăreni is een Roemeense gemeente in het district Prahova.
Călugăreni telt 1395 inwoners.